# Sten Ericson
Sten Erik Arvid Ericson, född 2 oktober 1909 i Mariefreds församling i Södermanlands län, död 31 januari 2001 i Lovö församling i Stockholms län, var en svensk skulptör och konstpedagog.
Han var son till typografen K.A. Ericson och Astrid Ohlsson och från 1943 gift med Gull Arfwedson.
Ericson studerade vid Tekniska skolan och vid Hjorths och Möllenbergs skulpturskola 1932–1933 samt på Konsthögskolan i Stockholm 1934–1940. Han var akademistipendiat 1941, 1944 och 1946. Han studerade som stipendiat i Paris 1937 och i Rom 1947. Tillsammans med Per Lindblad ställde han ut på Konsthallen i Borås 1951 och han medverkade i samlingsutställningar på Svensk-franska konstgalleriet och Riksförbundets för bildande konst vandringsutställningar i Sverige och Danmark. Bland hans offentliga verk märks bronsskulpturen Pojke för HSB på Reimersholme, marmorskulpturen Marianne  på Statens Museum for Kunst i Köpenhamn och den 13 meter långas stuckreliefen Kring kunskapens träd på Småskollärarinneseminariet i Skara. Vid sidan av sitt eget skapande var han lärare i skulptur vid Konstfackskolan i Stockholm.
Ericson är begravd på Lovö kyrkogård.

## Offentliga verk i urval
- Bianca (1947), brons, Gamla stadshuset i Borlänge, Folkets Park i Linköping, Blackebergs centrum i Stockholm
- 7 år (1956), brons, Sköndalsvägen 124-126 i Sköndal i Stockholm, Rådhusparken i Motala
- En pojke, Edward Lindahlsgatan 19 i Malmö, Stockholm
- Marianne, Statens Museum for Kunst, Köpenhamn
- Gycklaren (1958), brons, Borggården, Slottet Malmöhus i Malmö
- Kring kunskapens träd, brons, Småskoleseminariet i Skara
- Hanna Ouchterlony (1958), bronsbyst, Åbroparken i Värnamo
- Stående pojke, brons, 1983, Vindragarvägen 2 på Reimersholme i Stockholm
- Flicka med hopprep, brons, 1964, Hässelgården i Hässelby gård i Stockholm

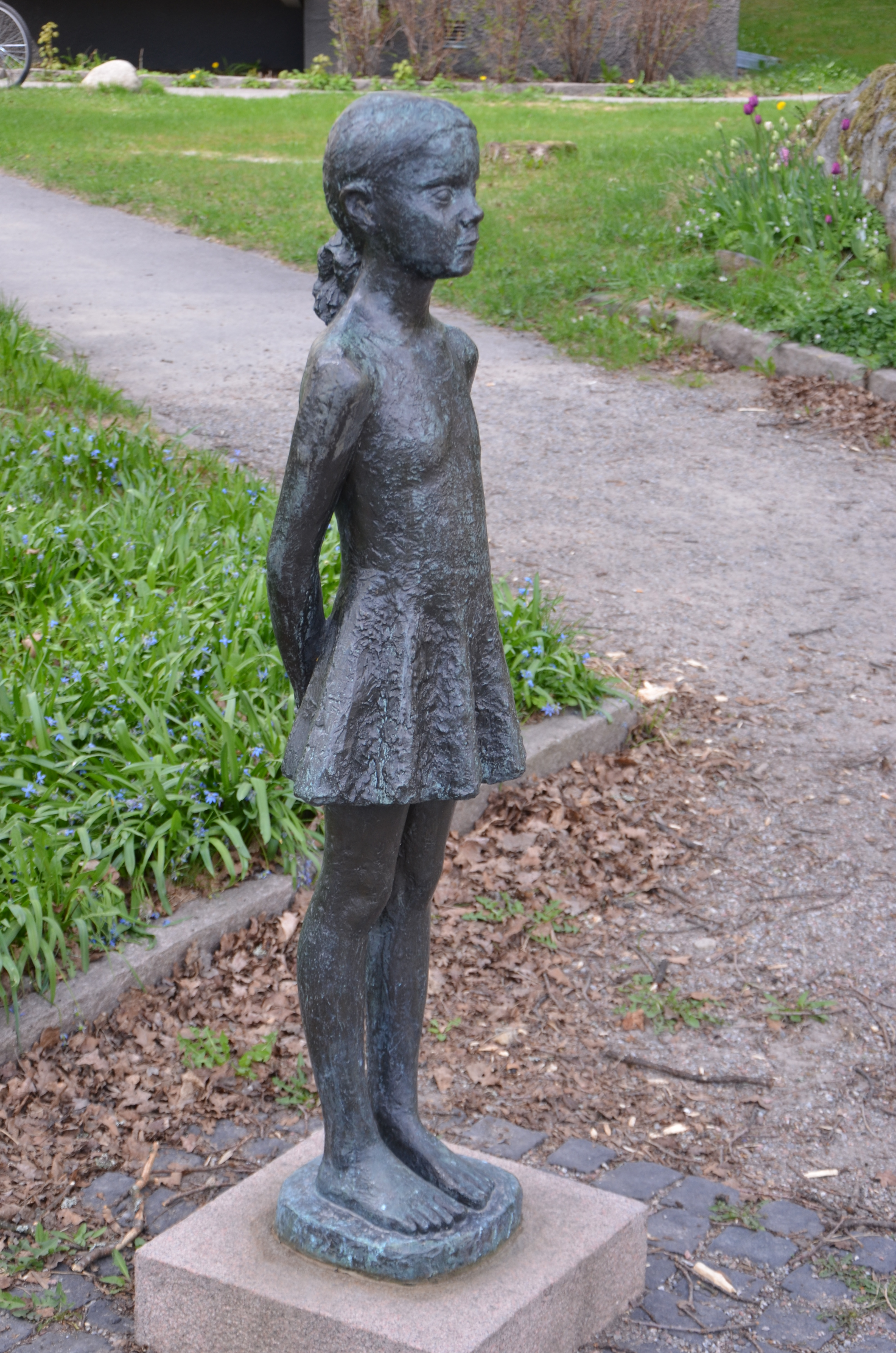
7 år i Sköndal i Stockholm.
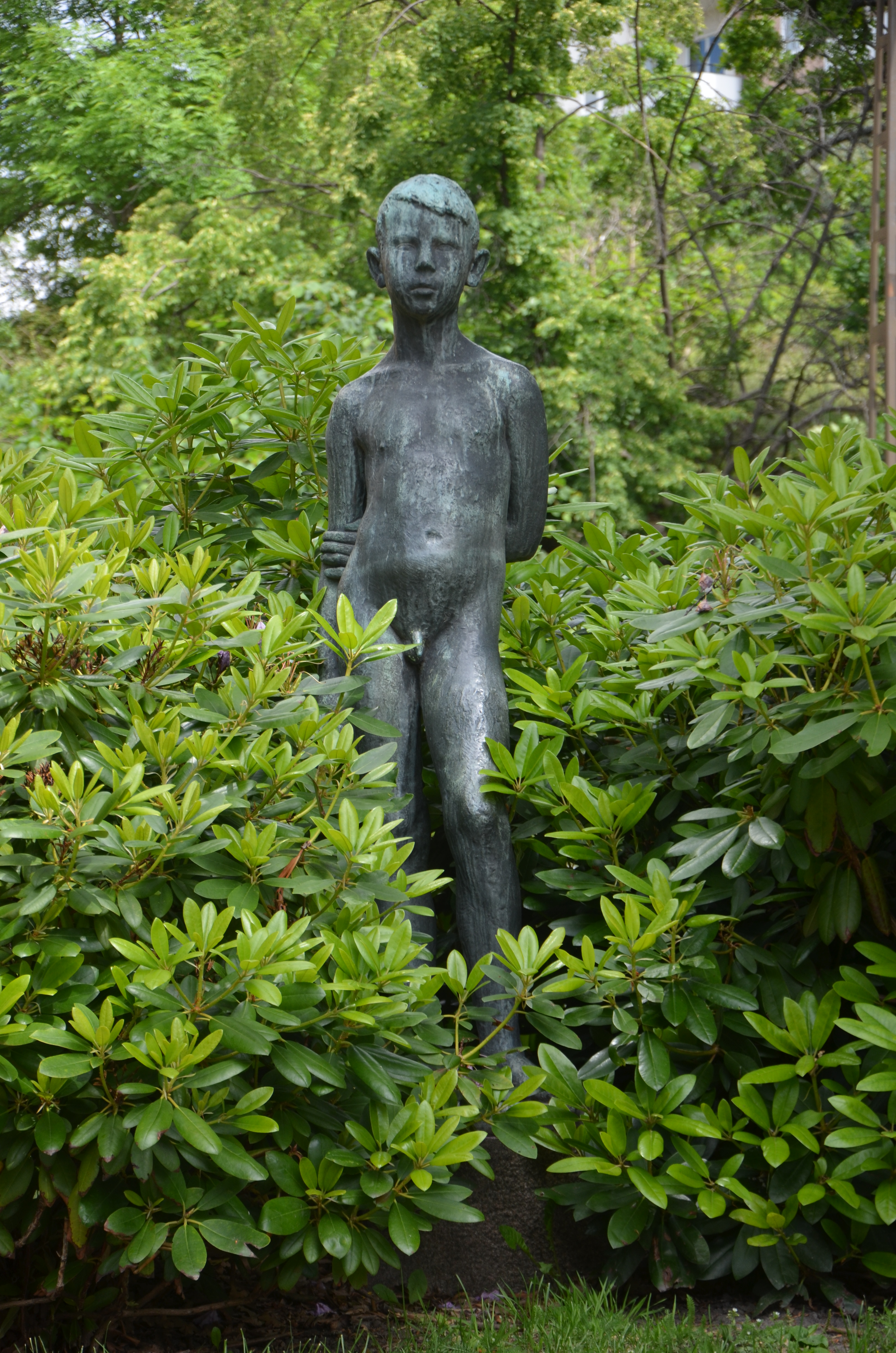
Stående pojke på Reimersholme i Stockholm.
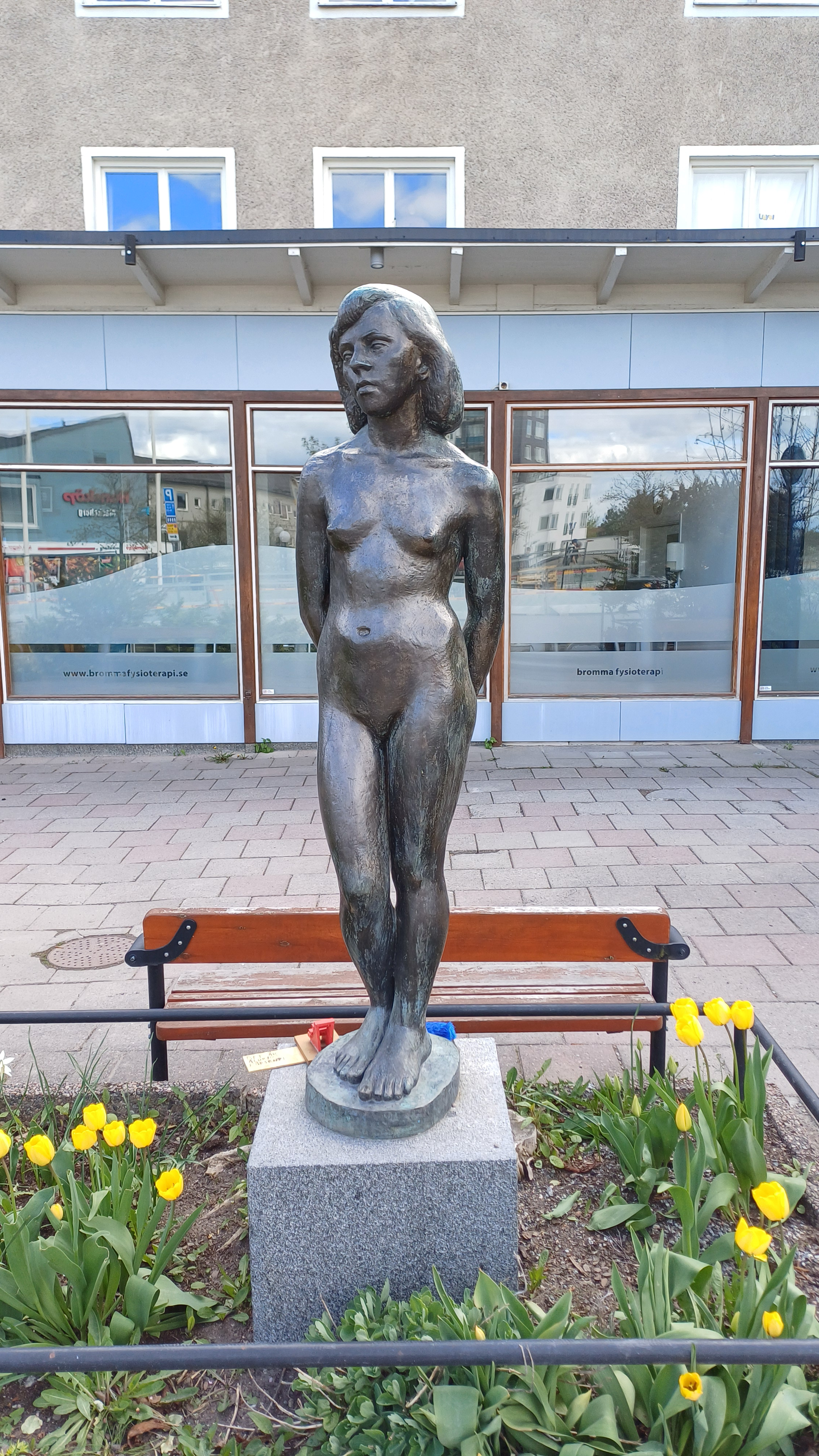
Bianca i Blackeberg i Stockholm.